# PRIDE.26
PRIDE.26 REBORN（プライド・トゥウェンティシックス リボーン）は、日本の総合格闘技イベント「PRIDE」の大会の一つ。2003年（平成15年）6月8日、神奈川県横浜市の横浜アリーナで開催された。海外PPVでの大会名は「PRIDE 26: Bad to the Bone」。

## 大会概要
サブタイトルが「REBORN」と銘打たれた今大会。榊原信行社長による新体制での開催となった。
メインイベントのエメリヤーエンコ・ヒョードル対藤田和之では、藤田がヒョードルをカウンターでふらつかせる場面もあったが、スリーパーホールドで一本負け。ミルコ・クロコップが本格参戦。純PRIDEルールでヒース・ヒーリングと対戦し、TKO勝ちを収めた。

## 試合結果
第1試合 PRIDEルール 1R10分、2・3R5分
○  浜中和宏 vs.  ニーノ・"エルビス"・シェンブリ ×
3R終了 判定3-0
第2試合 PRIDEルール 1R10分、2・3R5分
○  高瀬大樹 vs.  アンデウソン・シウバ ×
1R 8:33 三角絞め
第3試合 PRIDEルール 1R10分、2・3R5分
○  アリスター・オーフレイム vs.  マイク・"バットマン"・ベンチッチ ×
1R 3:44 TKO（ギブアップ：パウンド）
第4試合 PRIDEルール 1R10分、2・3R5分
○  クイントン・"ランペイジ"・ジャクソン vs.  イリューヒン・ミーシャ ×
1R 6:26 TKO（ギブアップ：グラウンドの膝蹴り）
第5試合 PRIDEルール 1R10分、2・3R5分
○  マーク・コールマン vs.  ドン・フライ ×
3R終了 判定3-0
第6試合 PRIDEルール 1R10分、2・3R5分
○  ミルコ・クロコップ vs.  ヒース・ヒーリング ×
1R 3:17 TKO（レフェリーストップ：左ミドルキック→パウンド）
第7試合 PRIDEルール 1R10分、2・3R5分
○  エメリヤーエンコ・ヒョードル vs.  藤田和之 ×
1R 4:17 スリーパーホールド